# لورانس ر. جيبسون
لورانس ر. جيبسون (بالإنجليزية: Lawrence R. Gibson)‏ هو شخصية أعمال وسياسي أمريكي، ولد في 15 سبتمبر 1912، وتوفي في 2 فبراير 2004. حزبياً، نشط في الحزب الجمهوري. وقد انتخب عضو جمعية ولاية ويسكونسن.